# Prisca von Rom

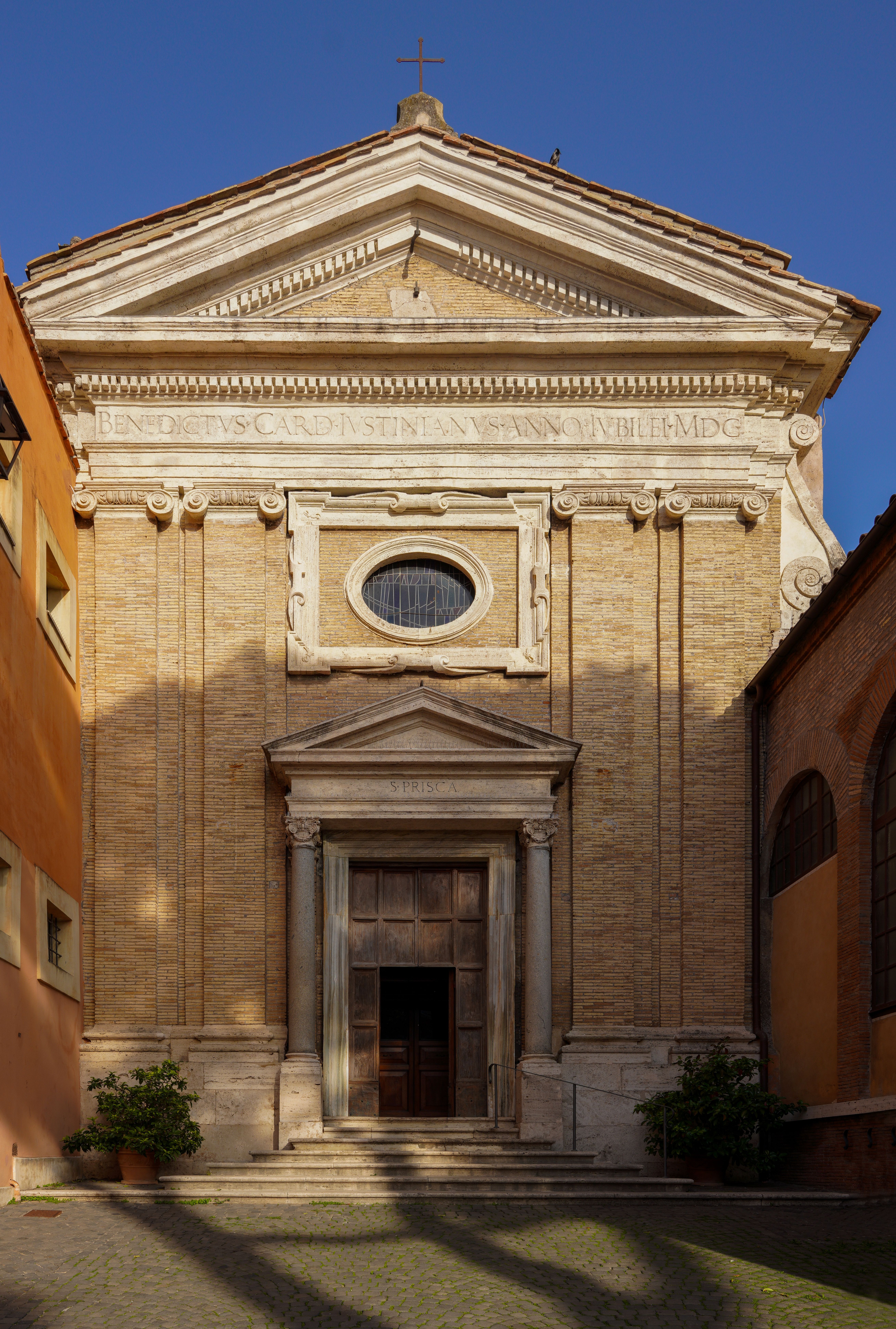
Kirche Santa Prisca in Rom

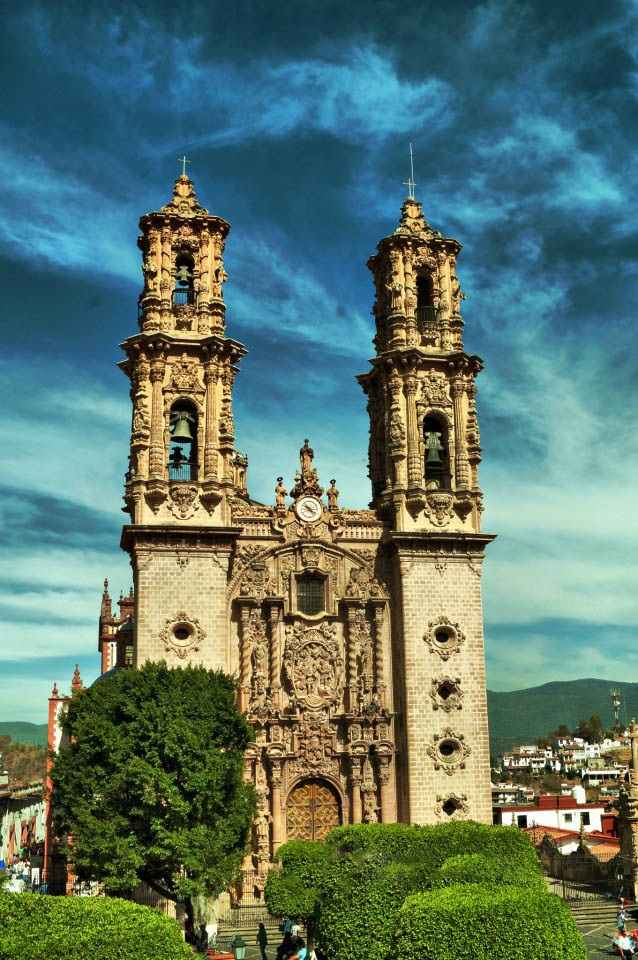
Kirche Santa Prisca in Taxco de Alarcón, Mexiko

Prisca von Rom (auch: Priscilla) († im 1. Jahrhundert bei Rom) war eine christliche Jungfrau, Märtyrin und Heilige. Ihr Gedenktag ist der 18. Januar.

## Quelle
Die Passio der Prisca stammt frühestens aus dem 8. Jahrhundert. Dabei erfolgte möglicherweise eine Vermischung der Prisca von Rom mit Priszilla, der Frau des Aquila, die im Römerbrief und im 1. Brief an die Korinther erwähnt wird, bzw. mit einer anderen Märtyrin des 3. Jahrhunderts.

## Vita
Der Überlieferung zufolge wurde Prisca im Alter von 13 Jahren vom Apostel Petrus zum Christentum bekehrt und getauft. Als Kaiser Claudius daraufhin verlangte, Prisca solle dem Apollo das vorgeschriebene Weihrauchopfer darbringen, weigerte sie sich. Sie wurde gefoltert und schließlich am dritten Meilenstein der Via Ostiensis vor der Stadt Rom enthauptet.
Der römische Bischof Eutychianus ließ ihre Gebeine im 3. Jahrhundert in die ihr geweihte Kirche Santa Prisca auf dem Aventin überführen, die im 12. Jahrhundert von Paschalis II. neu errichtet wurde. In der dortigen Krypta wird das Gefäß, mit dem Petrus sie getauft haben soll, als Reliquie aufbewahrt.

## Verehrung
Es gibt nur sehr wenige Kirchen mit dem Patrozinium der Heiligen – am bekanntesten sind Santa Prisca in Rom und Santa Prisca in der Silberstadt Taxco de Alarcón, Mexiko.

## Darstellung
Die wenigen neuzeitlichen Darstellungen zeigen Szenen aus ihrer Vita (Taufe, Martyrium) oder eine Jungfrau mit Märtyrerpalme.